# Pyura honu
Pyura honu är en sjöpungsart som beskrevs av Monniot 1987. Pyura honu ingår i släktet Pyura och familjen lädermantlade sjöpungar. Inga underarter finns listade i Catalogue of Life.